# Sulików (gromada w powiecie lubańskim)
Sulików – dawna gromada, czyli najmniejsza jednostka podziału terytorialnego Polskiej Rzeczypospolitej Ludowej w latach 1954–1972.
Gromady, z gromadzkimi radami narodowymi (GRN) jako organami władzy najniższego stopnia na wsi, funkcjonowały od reformy reorganizującej administrację wiejską przeprowadzonej jesienią 1954 do momentu ich zniesienia z dniem 1 stycznia 1973, tym samym wypierając organizację gminną w latach 1954–1972.
Gromadę Sulików z siedzibą GRN w Sulikowie utworzono – jako jedną z 8759 gromad na obszarze Polski – w powiecie lubańskim w woj. wrocławskim, na mocy uchwały nr 19/54 WRN we Wrocławiu z dnia 2 października 1954. W skład jednostki weszły obszary dotychczasowych gromad Sulików, Studniska Górne, Studniska Dolne, Mała Wieś Górna i Mała Wieś Dolna (bez przysiółka Granice) ze zniesionej gminy Sulików w tymże powiecie. Dla gromady ustalono 27 członków gromadzkiej rady narodowej.
31 grudnia 1961 do gromady Sulików włączono wieś Mikułowa ze zniesionej gromady Włosień w tymże powiecie.
Gromada przetrwała do końca 1972 roku, czyli do kolejnej reformy gminnej. 1 stycznia 1973 w powiecie lubańskim reaktywowano gminę Sulików (od 1999 gmina należy do powiatu zgorzeleckiego w woj. dolnośląskim).